# Djursholms slott
Djursholms slott var tidigare huvudbyggnad på godset Djursholm i kommundelen Djursholm, Danderyds kommun, som 1508–1813 ägdes av ätten Banér.  
Slottet och dess flyglar fungerar numera som kommunhus i Danderyds kommun där även en festvåning kan hyras av allmänheten för bröllop, middagar, fester och borgerliga vigslar. 
I slottet ingår byggnadsdelar från senare delen av medeltiden. Vid en ombyggnad under 1600-talets förra hälft fick det sin nuvarande omfattning och form. På 1890-talet restaurerades slottet i barockstil. Fasadutformningen förenklades vid en ny restaurering 1959–1961. En ny entré med modern handikappanpassning tillbyggdes på slottets norra sida år 2003. I fyra salar finns stuckaturtak från 1600-talets senare del.

## Historik

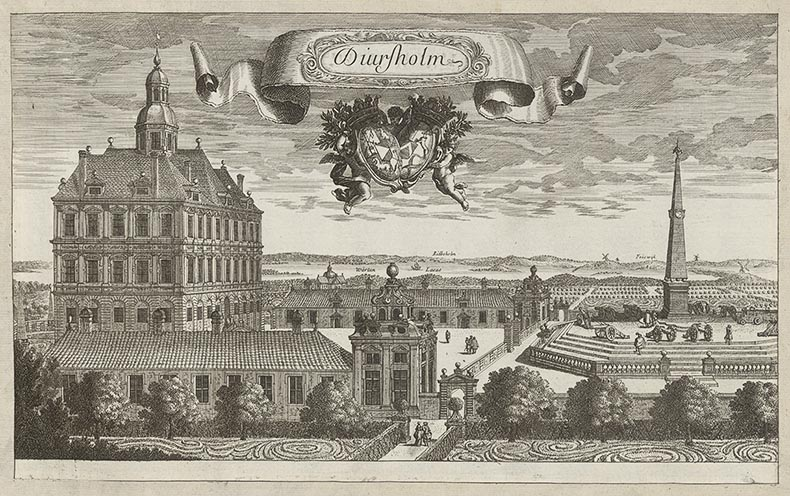
Djursholms slott omkring år 1700.
Ur Suecia antiqua et hodierna.

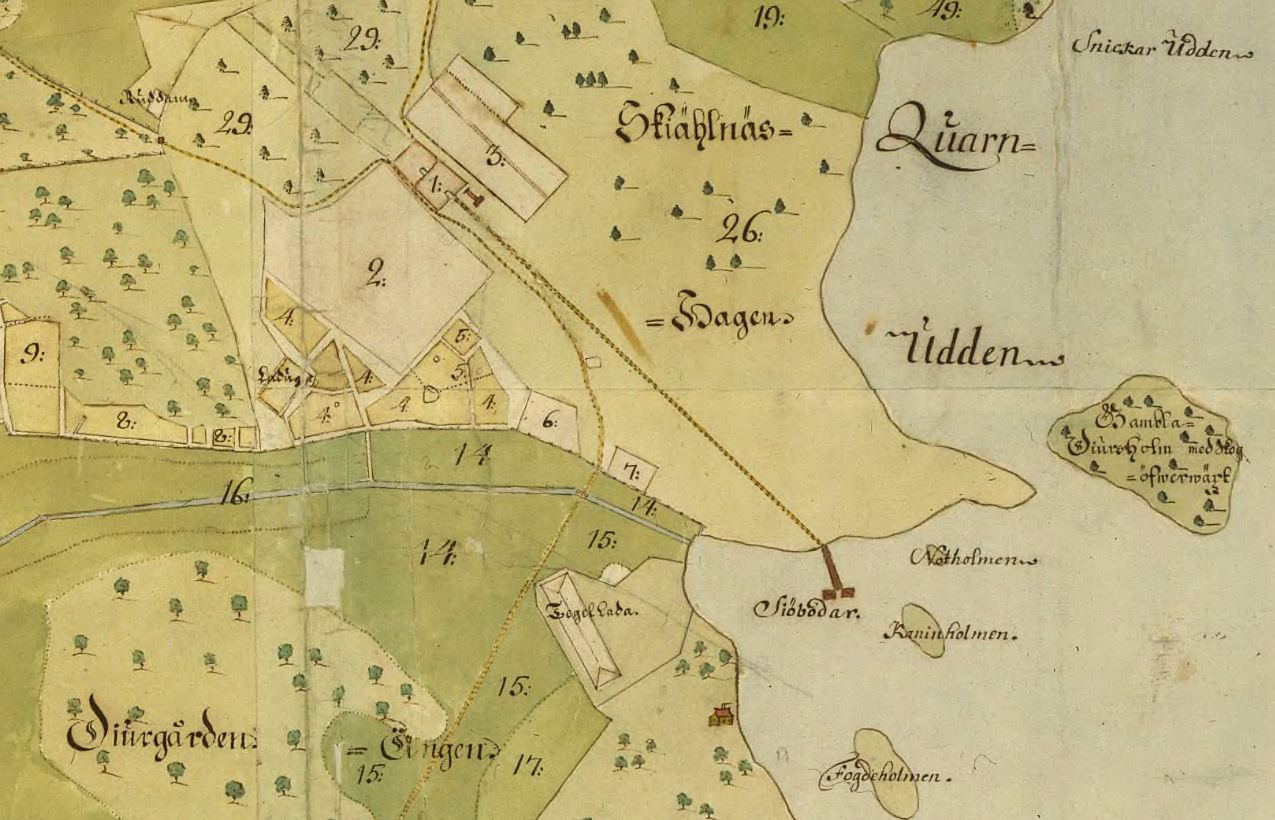
Del av Djursholm visande omgivningar kring Djursholms slott på en karta från 1719.

År 1418 bytte Nils Jönsson (Oxenstierna) till sig ett område i nuvarande Djursholm som tillhörde Sankta Klara kloster, bland annat Ekeby gård, Ösby gård och en ö i Stora Värtan som numera kallas Gamla Djursholm och genom landhöjningen har blivit en halvö. Nils Jönsson lät bygga ett borgliknande hus på ön, som genom sitt läge hade en naturlig vallgrav och kontroll över en del av sjöfarten in till Stockholm och andra delar av inlandet. Uppgifter finns i gamla rimkrönikor att han ägnade sig åt "sjöröveri" och hyste sjörövare i sitt hus på holmen som bordade fartyg som skulle levererar varor in till Stockholm via den västra sidan av Lidingölandet, men som också kan ha varit en rättighet att ta ut tullavgifter.[källa behövs]
Nils Eskilsson (Banér), som var herre till Djursholm 1508–1520, uppförde ett nytt slott på den plats där Djursholms slott fortfarande ligger, några hundra meter nordväst om det gamla stenhuset. Uppmätningar av murrester visar att den nya byggnaden var närmast kvadratisk, ungefär 18x18 meter, och byggd i gråsten. Förmodligen hade förhållandena nu ändrats, så att en plats uppe på en höjd och längre från stranden passade bättre för herresätet. 
1540 blev Djursholmssläkten Banérs sätesgård och under 1600-talet fick släkten patronatsrätt i Danderyds socken. Flera Banérare ligger begravda i Danderyds kyrka. 1599 konfiskeras godset av staten som ett led i de dåtida tronstriderna (därom handlar dikten Djursholm i Carl Snoilskys berömda diktsamling Svenska bilder), men 1603 återlämnas delar av Djursholms gods till Kristina Sture, änka efter godsherren Gustav Axelsson Banér som hade blivit halshuggen vid Linköpings blodbad, eftersom det kunde bevisas att hon hade erhållit Djursholm som morgongåva av sin make. 1612 återgick de resterande delarna till sonen Svante Gustafsson Banér (1584–1628). Det sköttes av hans änka Ebba Grip till 1666, trots att sonen Svante Svantesson Banér, gift med Margareta Sparre stod som ägare.  
Vid mitten av 1600-talet fick slottet sin nuvarande storlek inklusive flyglar. Både arkitekterna Jean de la Vallée och Nicodemus Tessin d.ä. har medverkat vid byggnadens yttre och inre modernisering. Taket fick nu tre höga spetsar som framträder på en kartförlaga från 1719 i Lantmäterimyndigheternas arkiv, en annan variant än den ovan avbildade, renritade kartan i  Lantmäteristyrelsens arkiv. Båda kartorna visar dock en klumpig kartfigur i form av ett nedvänt "T" som av allt att döma måste avse den stora obelisken framför gårdsanläggningen sådan den avbildas i Sueciaverket. Flyglarnas avslutande, festliga paviljonger utfördes i annan form som friliggande omkring uppfartsvägen. Stora salen försågs på 1660-talet med stucktak av Giovanni Anthoni och Hans Zauch, kända från Skokloster. Slottet fick trappor av kalksten och ek och väggarna behängdes med konstfulla tapeter av gyllenläder och andra material. Slottets bibliotek skall vid den här tiden ha innehållit över 1000 band, och i rustkammaren fanns bland annat tre fullständiga rustningar samt vapen av olika slag. En "svarvarbyggning" för Svante Banérs modellsvarvar tillkom också under 1600-talets senare hälft. 
När godset var som störst, omfattade dess ägor hela nuvarande Danderyds och Lidingö kommuner, samt delar av Täby kommun.
Lidingö kom att tillhöra Djursholm genom Ingeborg Larsdotter Tott, som i sitt andra äktenskap gifte sig med riksrådet Nils Eskilsson (Banér) (1480–1520).
Lidingös historia och utveckling kom därför under lång tid att präglas av händelserna och innehavarna av Djursholms slott, och omvänt kom också Djursholms utveckling i hög grad att bli beroende av Lidingö genom att ägarna tog ut skatt eller arrendeavgifter av Lidingös bönder. Det stora kapitaltillskottet från Lidingö kom när Banérs på grund av allvarliga ekonomiska problem från omkring 1774–75 började sälja ut Lidingös gårdar. Lidingöegendomarna uppgavs i en lantmäteridokumentation från 1774 omfatta totalt 80% av Lidingös landareal, motsvarade 2400 ha, uppdelat på 25 större gårdar. Även om Lidingö vid den tiden uppgavs till största delen bestå av "magra skärgårdshemman", kom försäljningen som främst skedde till högre ståndspersoner i Stockholm att lägga grunden till att Djursholm över huvud taget kunde överleva som gods och i hög grad den händelse som lade grunden till släkten Banérs fortsatta innehav av stora förmögenheter.[källa behövs]
Efter en nedgångstid under 1700-talet, då Banérarna hellre uppehöll sig på sina gods i Östergötland, sålde Johan Gustaf Banér Djursholmsgodset 1813, efter att ha fått konungens tillstånd att överflytta fideikommissvillkoren till Sjöö i Uppland. Vid nästa försäljning, redan 1815, försåldes och skingrades även mycket av slottets inventarier. 1815–1827 ägdes godset av greve Gustaf Fredrik Wirsén.

## Nyare historik
På 1860-talet började den dåvarande ägaren Axel Emil Wirsén sälja av underlydande gårdar som sommarställen till stockholmare. Efter flera ägarbyten såldes Djursholm år 1889 av brukspatron Robert Montgomery-Cederhielm, som ägt slottet och dess marker sedan 1877. Köpare var Djursholms aktiebolag, som under ledning av Henrik Palme började stycka av tomter och anlägga den nybildade villastaden.
I planerna för villastaden ingick att slottsbyggnaden skulle blir ett administrativt centrum, som skulle inrymma flera centrala funktioner för det växande samhället. I mars 1890 beslöt Djursholms AB att slottet skulle repareras. Kostnaden beräknades till 30 000 kronor. Det visade sig bli en felberäkning och när arbetet var slutfört hade renoveringen kostat 70 000 kronor. Denna fördyring ledde till att Henrik Palme år 1891 fick lämna sitt uppdrag i bolagsstyrelsen och som dess verkställande direktör. Palme försvarade senare den omfattande renoveringen och skrev i en minnesskrift år 1925: "Jag lät därför renoveringen fortsätta till dess slottet försatts i det prydliga skick, i vilket det nu framstår som ett värdigt centrum för den runt omkring uppväxta villastaden".
Ombyggnationen genomfördes enligt bolagsarkitekten Erik Lundroths ritningar. Exteriören ändrades till romantiserad tysk-holländsk senrenässansstil där de svängda gavlarna och frontespiserna tillkom. Vidare försågs slottet med burspråk och falska ankarslutar. Slottsbyggnaden kom att inrymma villakontor, skola, telefonstation och några bostäder, medan apotek och postkontor inreddes i flyglarna.
Djursholms samskola, som grundades i slottsbyggnaden år 1891, var Sveriges andra samskola. Dess förste inspektor var författaren Viktor Rydberg och som rektor tjänstgjorde den liberale politikern Johan Bergman. En av hans efterträdare var teologen Natanael Beskow. Bland de tidigaste lärarna kan nämnas Erik Axel Karlfeldt, Alice Tegnér som musiklärare och Elsa Beskow som teckningslärare.. 
Skolan tog allt större utrymme i anspråk, men flyttade från slottet till en nybyggd skolbyggnad år 1910. Då renoverades de tidigare skollokalerna och slottet anpassades till en ny funktion som "kommunalkontor".
På 1960-talet företogs den senaste restaureringen under ledning av arkitekten Klas Fåhræus. De romantiserande detaljerna togs då bort och byggnaden återfick i stort sitt utseende från den banérska epoken.

## Galleri

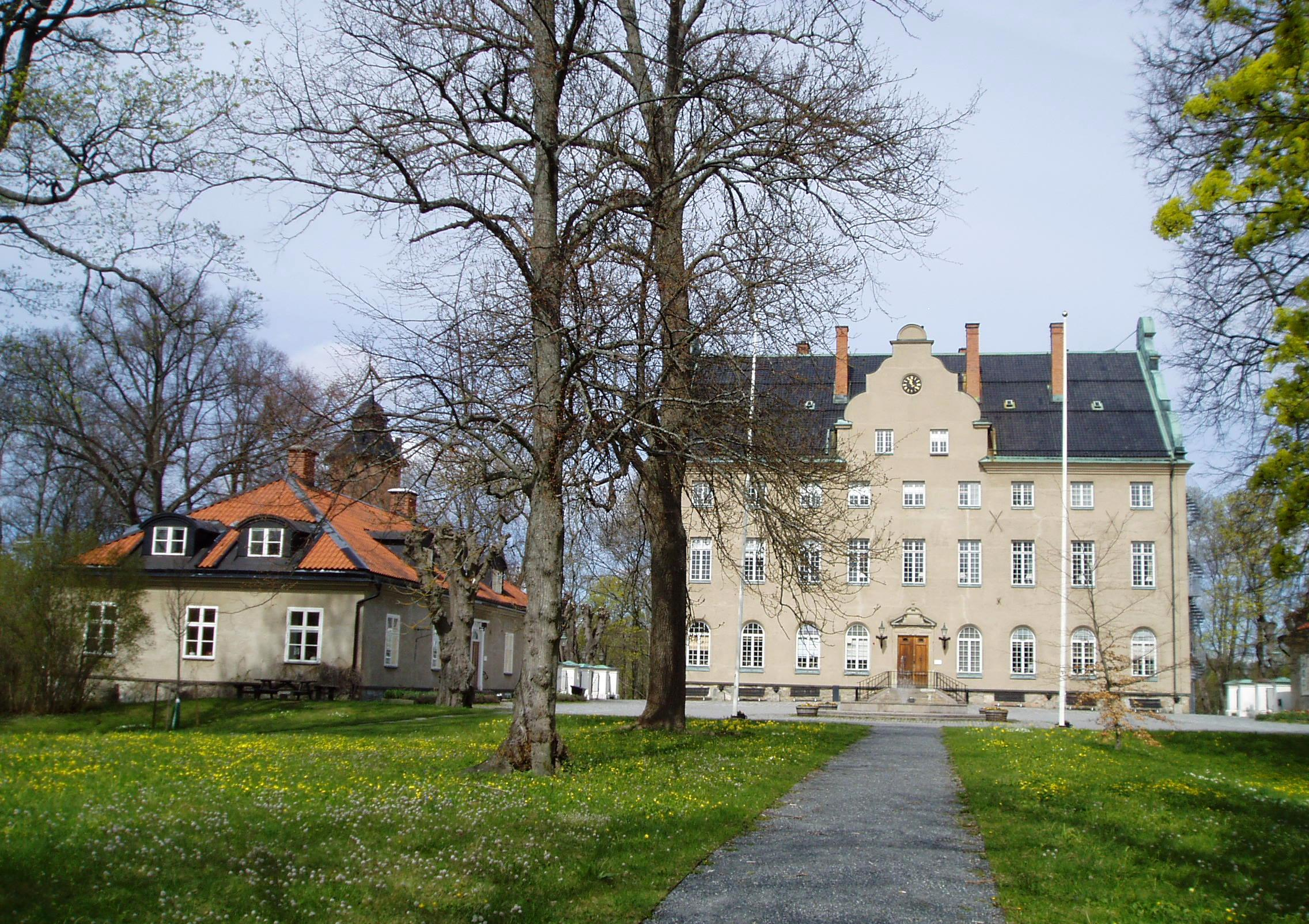
Slottet samt västra flygeln.
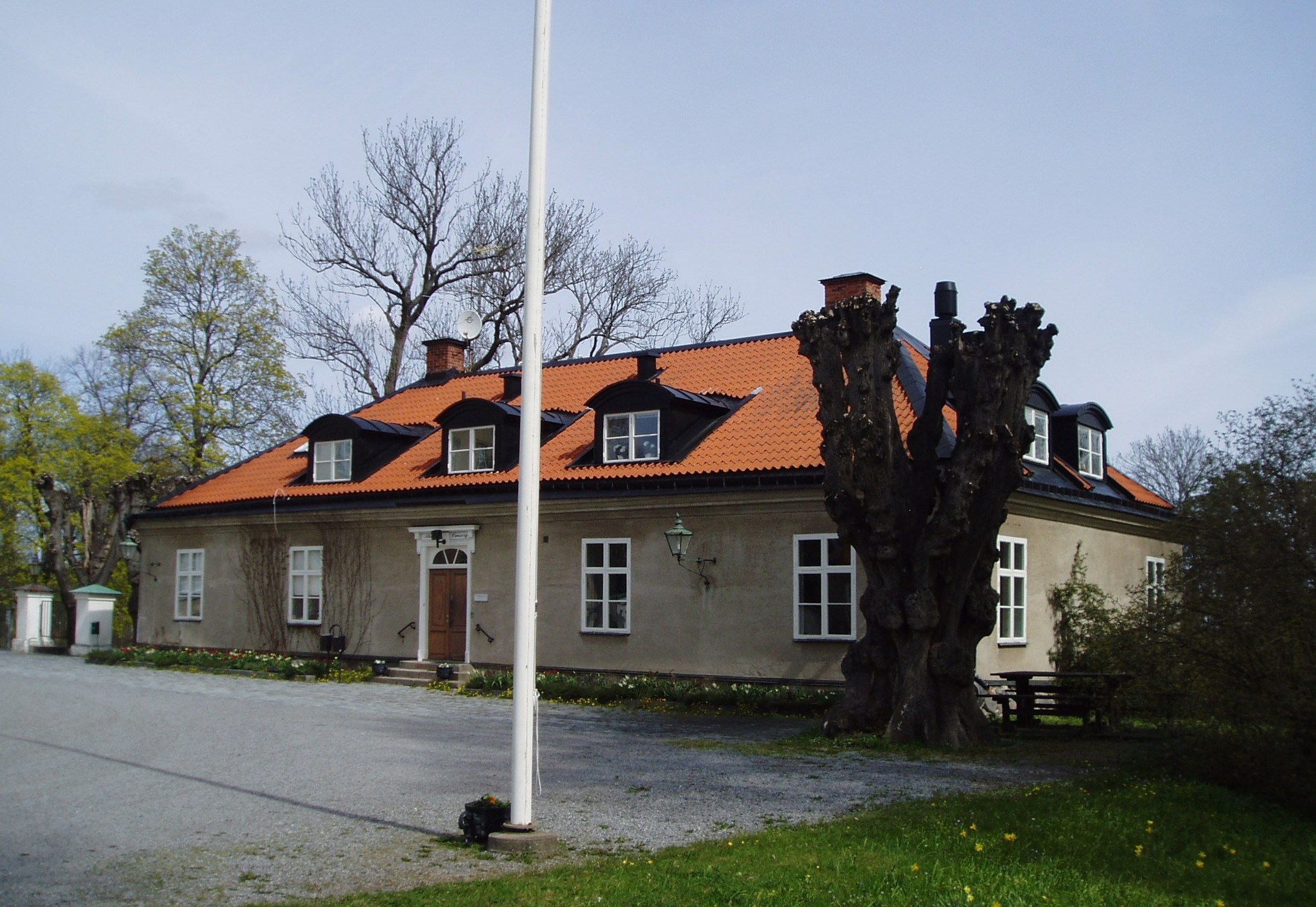
Östra flygeln.
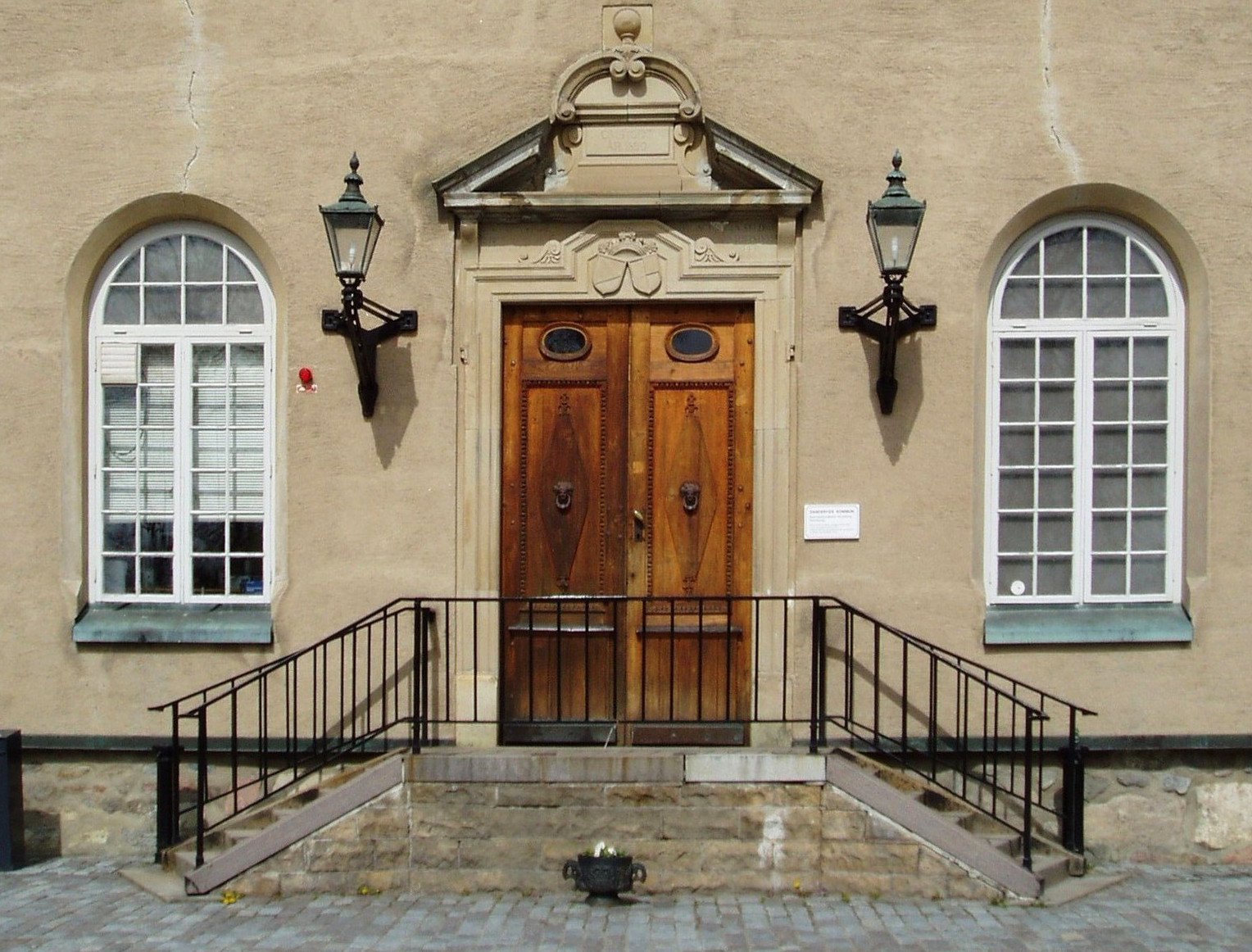
Entrén.
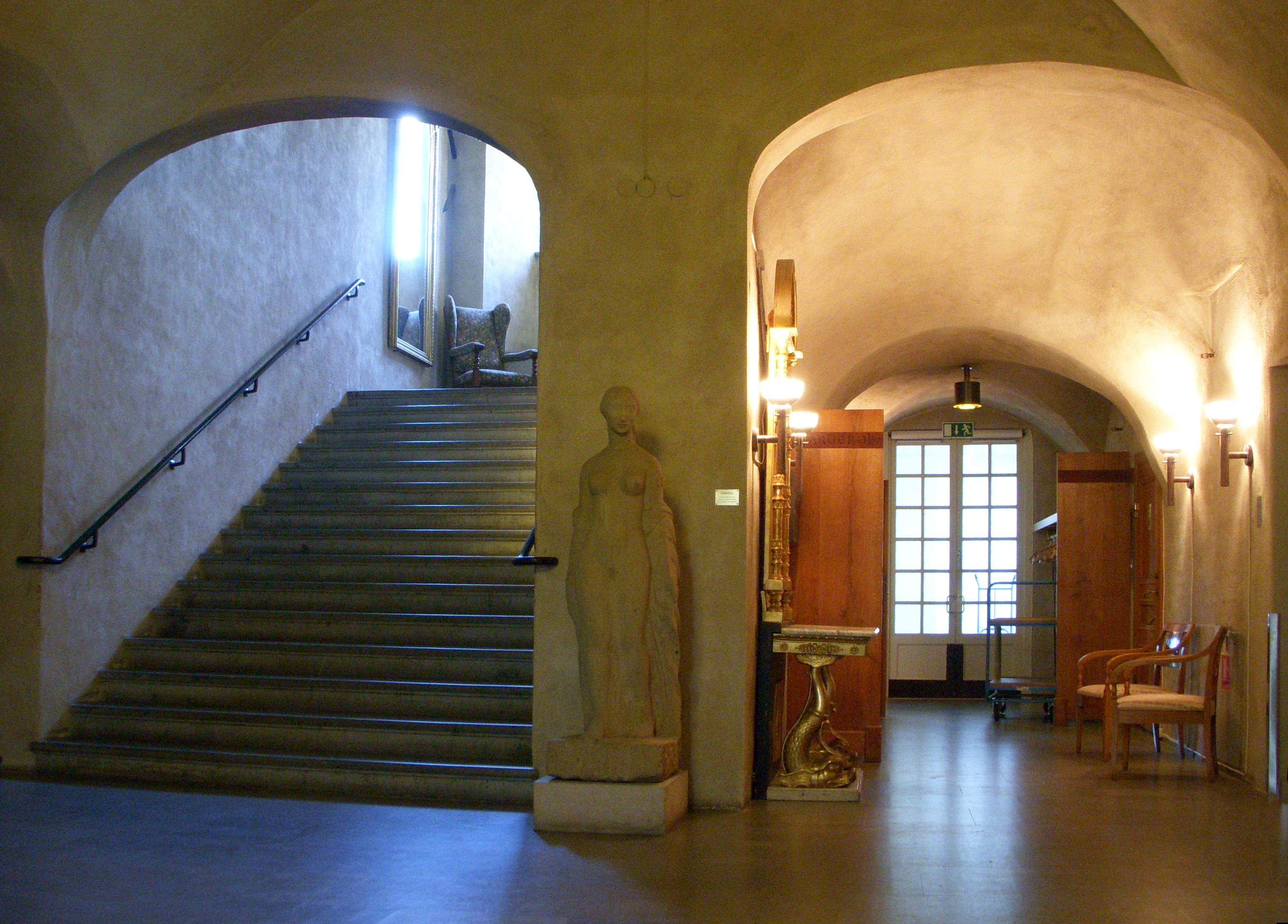
Entréhallen.

### Ägarlängd 1418–1888
Årtalen anger när respektive person var ansvarig för Djursholms slott.
- 1418–1450 Nils Jönsson (Oxenstierna)
- 1450–1470 Erik Nilsson (Oxenstierna), den förres son
- 1470–1474 Karin Eriksdotter (Niepertz), den förres änka
- 1474–1483 Laurens Axelsson (Tott), den förras andre make
- 1483–1508 Jöns Ulfsson (Roos till Ervalla), svärson till de båda föregående
- 1508–1520 Nils Eskilsson (Banér), gift med den förres änka
- 1520–1554 Axel Nilsson (Banér), den förres son
- 1554–1557 Margareta Bielke, den förres änka
- 1557–1565 Per Axelsson Banér, de båda förras son
- 1565–1599 Gustav Axelsson Banér, den förres broder
- 1599–1603 svenska staten
- 1603–1612 Kristina Svantesdotter Sture, änka efter Gustav Axelsson Banér
- 1612–1628 Svante Gustafsson Banér, son till Kristina Svantesdotter Sture och Gustav Axelsson Banér
- 1628–1644 Ebba Grip, den förres änka
- 1644–1674 Svante Svantesson Banér, son till de båda föregående
- 1674–1683 Margareta Sparre, den förres änka
- 1683–1706 Johan Gabriel Banér, de båda föregåendes son
- 1707–1736 Johan Claesson Banér, brorsons son till Svante Gustafsson Banér (köp)
- 1736–1767 Johan Mauritz Banér (född 1708), den förres son
- 1767–1811 Johan Gabriel Banér d.y., (född 1733) den förres son
- 1811–1813 Johan Gustaf Banér, den förres son
- 1813–1815 Anders Fredrik Rosenborg (köp)
- 1815–1827 Gustaf Fredrik Wirsén (köp tillsammans med Carl Johan Nordin)
- 1827–1875 Axel Emil Wirsén, den förres son
- 1875–1877 Oscar Abrahamsén (köp)
- 1880–1888 Robert Montgomery-Cederhielm (köp)
- 1889–1889 Henrik Palme (köp tillsammans med konsul Oscar Ekman, bankiren Louis Fraenckel och grosshandlaren Emil Egnell)
- 1889–         Djursholms AB